# Îlot Tokikt Inndich
L'Îlot Tokikt Inndich ou île des Amants est une île de la mer Méditerranée à Gouraya en Algérie. 

## Description
Au nord-ouest de Gouraya, à 4 km au large du cap Larès, la petite île de 2 m de hauteur et de couleur noire porte deux noms : îlot Tokikt Inndich et l'île des Amants (Dzirt el-Acheuk) dont la légende rapporte que deux amants vinrent s'y cacher et y finirent leur existence.